# Транспортно-пересадочный узел
Это статья о транспортно-пересадочном узле. Для других значений см. ТПУ
Тра́нспортно-переса́дочный у́зел (сокращённо ТПУ) — пассажирский комплекс, выполняющий функции по перераспределению пассажиропотоков между видами транспорта и направлениями движения. Как правило, ТПУ возникают в крупных транспортных узлах (хабах) с целью оптимизации перевозочного процесса.
Территория ТПУ, как правило, является собственностью двух или более транспортных фирм либо обслуживает сразу несколько видов транспорта одной фирмы. В отличие, например, от обычных автобусных остановок, на территории ТПУ могут устанавливаться внутренние правила, регламентирующие оплату проезда в транспорте.

## ТПУ в России
Для реализации программы по созданию транспортно-пересадочных узлов потребовалось внести ряд изменений в законодательство Российской Федерации
Начальник Дирекции железнодорожных вокзалов ОАО «РЖД» Сергей Абрамов, непосредственно руководящий разработкой и созданием транспортно-пересадочных узлов в местах дислокации железнодорожных вокзалов, пояснил, что программа создания ТПУ состоит из нескольких этапов:
«На первом этапе мы реализуем программу создания плоскостных транспортно-пересадочных узлов, которая позволяет нам навести элементарный порядок на территории, примыкающей к инфраструктуре и обеспечить так называемый первый уровень безопасности».
Это, по его словам, предполагает освобождение территории от несанкционированной торговли, создание комфортных условий для посадки и высадки пассажиров разных видов транспорта и установку большого количества техники, которая фиксирует и предупреждает правонарушения.

### Москва

#### Действующие
Транспортно-пересадочный узел «Выхино» открылся возле одноимённой станции метро. Парковка рассчитана на 456 мест и состоит из двух площадок и семи автоматизированных заездов и выездов.
| Наименование    | статус                                                  | виды транспорта | Приобретение | Примечание |
| --------------- | ------------------------------------------------------- | --- | --- | --- |
| Выхино          | Особая зона с движением только общественного транспорта | Метрополитен, Казанское направление Железной Дороги, 2 площадки пригородных автобусных маршрутов, автостанция Выхино | Допуск людей свободный (на платформу по билетам), допуск личного транспорта запрещён                                                                      | |
| Щёлковская      | закреплён только статус автовокзала                     | Метрополитен, пригородные автобусы, междугородние автобусы                                                           | Проход свободный, за исключением здания автовокзала и зоны отправления междугородных автобусов (с июня 2012) — только пассажиры таковых                   | Мосгортранс вне вокзала, но пересадка удобная. Перед началом пригородных перронов остановка 11 Парковая улица. |
| ТЦ Калужский    | здание                                                  | Метрополитен, Мосгортранс                                                                                            | В дневное время валидируются билеты Мосгортранса через турникет, в ночное время проход свободный                                                          | Не пользуется популярностью среди пассажиров маршрутов, у которых это — вторая остановка. Промежуточные маршруты (163, 222, 246) — вне узла |
| ТПУ Планерная   | здание                                                  | Метрополитен, Мосгортранс, коммерческие перевозчики (пригородные, в том числе троллейбусы, вне узла)                 | Проход затруднён — на 1 платформу Мосгортранса по турникетам, на 2-ю и 3-ю платформу — свободный через наземный переход, переход с 1-й на 2-ю — свободный | В ТПУ размещено большое количество коммерческих объектов. Несмотря на заявленные цели, пересадка со всех маршрутов на метро отдалена и дополнительно затруднена забором и туннелем-въездом, пригородные перевозчики оказались вне ТПУ. Как пересадочный узел не требовался в связи с малым числом транзитных маршрутов (пересадка с пригородных только на локальные и 267 в Митине, между пригородными возможна на 2Б или Бутаковский залив). Появились новые автомашины, ранее транзитного потока по Планерной улице не было в связи с лучшей интегрированностью улицы Свободы. |
| ТПУ Саларьево   |                                                         | Метрополитен, Мосгортранс, междугородние и международные автобусы                                                    | | |
| ТПУ Ховрино     |                                                         | Метрополитен, Мосгортранс, междугородние и международные автобусы                                                    | | |
| ТПУ Рассказовка |                                                         | Метрополитен, Мосгортранс                                                                                            | | |

#### Строящиеся
Планируется, что до 2020 года в Москве должен быть построен 251 ТПУ — считая и плоскостные, и капитальные. Плоскостным будет 101 узел, а капитальными - 150. Новые станции строители стараются проектировать сразу с ТПУ, по принципу единого инженерного комплекса. Предпроекты по всем 90 станциям должны быть готовы в течение 2015 года. Кроме метрополитена, ТПУ строит и «РЖД — Развитие вокзалов» на Малом кольце Московской железной дороги (МКЖД).
В 2015 году началась работа по проектированию и строительству ТПУ на станциях Малого кольца Московской железной дороги (МКЖД), таких, как: «Владыкино», «Сити», «Шелепиха», «Ярославский», «Николаевский», «Окружная», «Ботанический сад» и др. Исторические станции МКЖД сохранят свой первозданный облик и будут отреставрированы. Пассажирские терминалы и пересадочные узлы будут находиться вне границ исторических памятников.
В Москомархитектуре в 2015 году были разработаны проекты планировки строительства следующих ТПУ: «Алма-Атинская», «Хорошевская» («Полежаевская»), «Новокосино» и «Люберецкая» («Косино-Ухтомская»). На двух будут организованны подземные парковки, на оставшихся — перехватывающие и плоскостные. На этих четырёх транспортно-пересадочных узлах московские власти планируют оборудовать более 6,5 тысяч машино-мест. В 2015 году Московские власти предложили турецкой компании Odak стать соинвестором в строительстве трёх ТПУ в столице — на Селигерской улице и в районах Некрасовке и Рассказовке.
1927 машино-мест будет организовано на ТПУ «Хорошевская» («Полежаевская»). Там построят подземные парковки, а также уличные плоскостные стоянки. Площадь данного транспортно-пересадочного узла составит более 16 га. У ТПУ построят торговый комплекс с паркингом, а также административные здания с физкультурно-оздоровительным комплексом и парковкой. 1599 машино-мест будет организованно на ТПУ «Новокосино», 760 мест будет расположено на перехватывающей парковке, остальные- у торгово-офисных центров. На станции метро Косино-Ухтомская появится одноимённый ТПУ. Там будет расположено 2350 машино-мест. Рядом с ТПУ появится многофункциональный центр с торговыми, офисными помещениями и гостиницей. В районе станции Алма-Атинская появится ТПУ «Алма-Атинская». Там появится подземная перехватывающая парковка на 650 машино-мест. Площадь ТПУ составит более 57 га. На базе ТПУ построят многофункциональный центр с торговыми точками, офисами, почтовым отделением, фитнес-клубом и центром госуслуг.
Московские власти планируют построить 20 транспортно-пересадочных узлов (ТПУ) на северо-востоке города до 2020 года, сообщил заммэра по вопросам градостроительной политики и строительства Марат Хуснуллин.
Рядом со строящимися станциями метро на территории Новой Москвы возведут транспортно-пересадочные узлы. Так, транспортно-пересадочный узел «Саларьево» расположится на участке в 30 га, он будет рассчитан на 8 тыс. машиномест, он станет крупнейшим в столице.. Данный ТПУ будет оснащен удобными спусками непосредственно на станцию метро, а также будет включать автостанцию для наземного общественного транспорта. До конца 2014 года в Новой Москве будут введены в эксплуатацию две станции метрополитена — «Румянцево» и «Саларьево». ТПУ появятся рядом с обеими станциями.
Новый транспортно- пересадочный узел расположится за пределами МКАД на пересечении Носовихинского шоссе с улицами Городецкая и Южная, над зоной станции метро «Новокосино» и тупиками линии. Общая площадь территории, на которой будет построен ТПУ , составляет 47,1 га. Первым этапом строительства станет возведение терминала ТПУ площадью 7,4 тысячи кв. м. и многофункционального комплекса площадью около 63,3 тыс. кв. м. Комплекс объединит торговые точки, кафе, объекты бытового назначения, общественные площади и подземный паркинг на 589 мест. Кроме того, у транспортно-пересадочного узла предусмотрена перехватывающая парковка на 1389 машино-мест.
ТПУ Черкизово: строится; территория 41,11 га.
ТПУ Электрозаводская: строится; в него войдёт, в том числе, строящийся Пешеходный мост через Яузу в составе ТПУ «Электрозаводская».

### Иркутская область
В Иркутской области будут благоустроены транспортные узлы. Разработан проект по разделению транспортных и пассажирских потоков дальнего и пригородного сообщения, строительство развлекательного комплекса и гостиницы. Узел свяжет городскую территорию перед вокзалом и набережную Ангары, которую также планируют благоустроить.

### Краснодарский край
Первый транспортно-пересадочный узел открыли в Мацесте. В Сочи открыли первый транспортно-пересадочный узел. Это один из элементов маршрутной схемы. Узлы, или перехватывающие парковки, призваны разгрузить городские дороги от личных автомобилей, а сочинцев — пересадить на общественный транспорт во время Игр.

### Московская область
В строительство транспортно-пересадочного узла (ТПУ) в подмосковном Домодедове на станции «Ленинская» Павелецкого направления МЖД Британский инвестфонд Norman Asset Management (NAM) намерен вложить 5 млрд рублей до 2017 года.

### Новосибирская область
Создание транспортно-пересадочного узла на станции Сеятель Новосибирского региона должно сыграть огромную роль в транспортном обеспечении горожан.
Работы по строительству вокзала начнутся уже в мае 2014 года и завершатся осенью 2015 года. Железнодорожниками заявлено, что новое здание будет соответствовать предполагаемому росту пассажиропотока и обеспечит доступную среду для лиц с ограниченными возможностями.

### Рязанская область
Соглашение о проведении масштабной реконструкции рязанских вокзалов было подписано в сентябре прошлого года. Работы предполагают использование инновационных технологий. По их окончании на базе вокзалов Рязань-1 и Рязань-2 будут созданы современные транспортно-пересадочные узлы с прилегающими территориями.

### Самарская область
Транспортные потоки жилых районов Самары соединят в транспортно-пересадочных узлах (ТПУ). Для разработки оптимального варианта размещения ТПУ в крупных жилых районах Самары будет сформирована рабочая группа. Такое решение было принято в правительстве Самарской области на совместном совещании по вопросу развития транспортного сообщения новых самарских микрорайонов.

### Ставропольский край
В Ставропольском крае построят ТПУ. Мероприятия по созданию транспортно-пересадочного узла с общественно-деловой функцией включены в государственную программу «Развитие Северо-Кавказского федерального округа на период до 2025 года». Они позволят модернизировать транспортную систему городов региона на базе вокзальных комплексов.

## Галерея

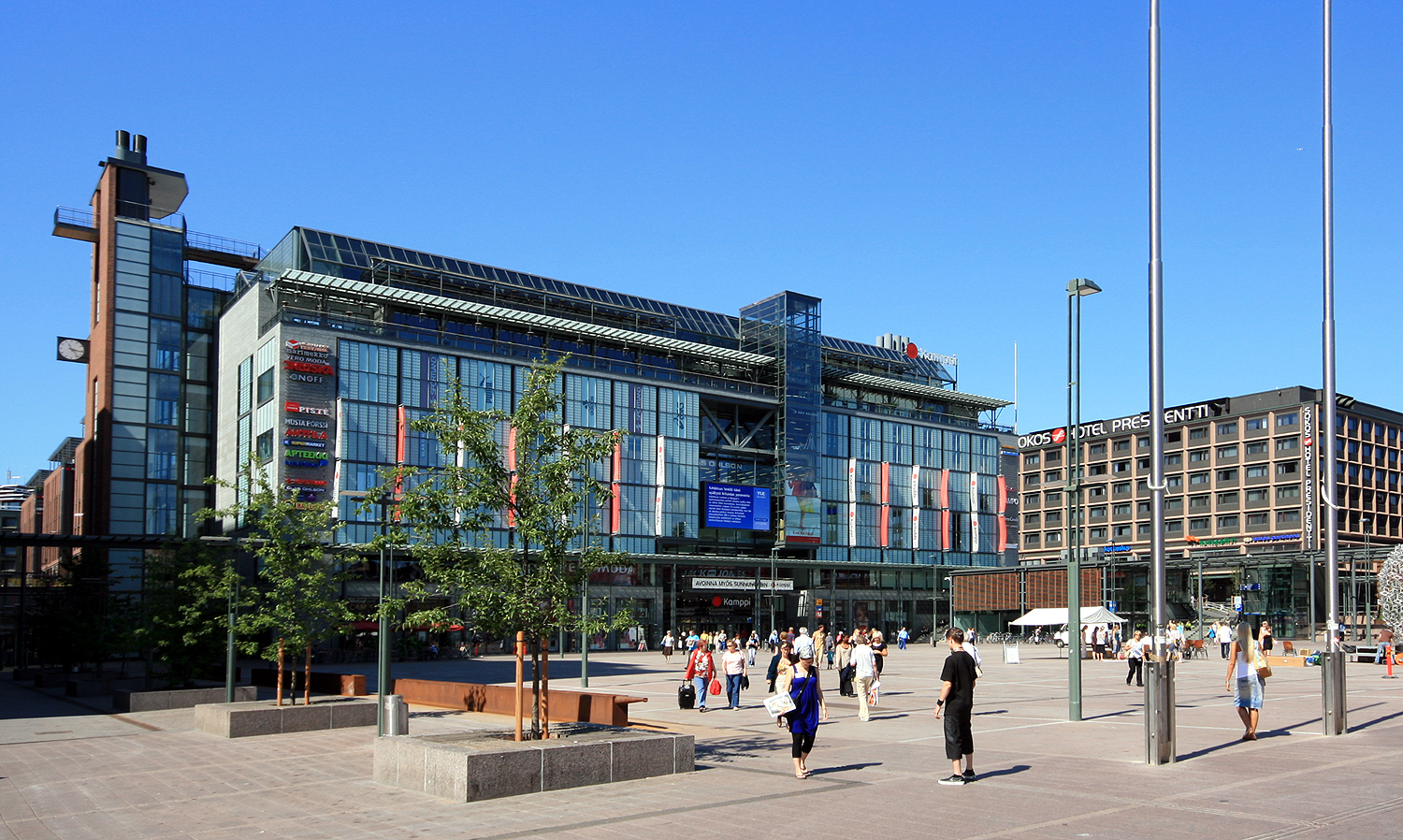
Подземный автобусный терминал и станция метрополитена, расположенные под торговым центром Камппи в Хельсинки, Финляндия.
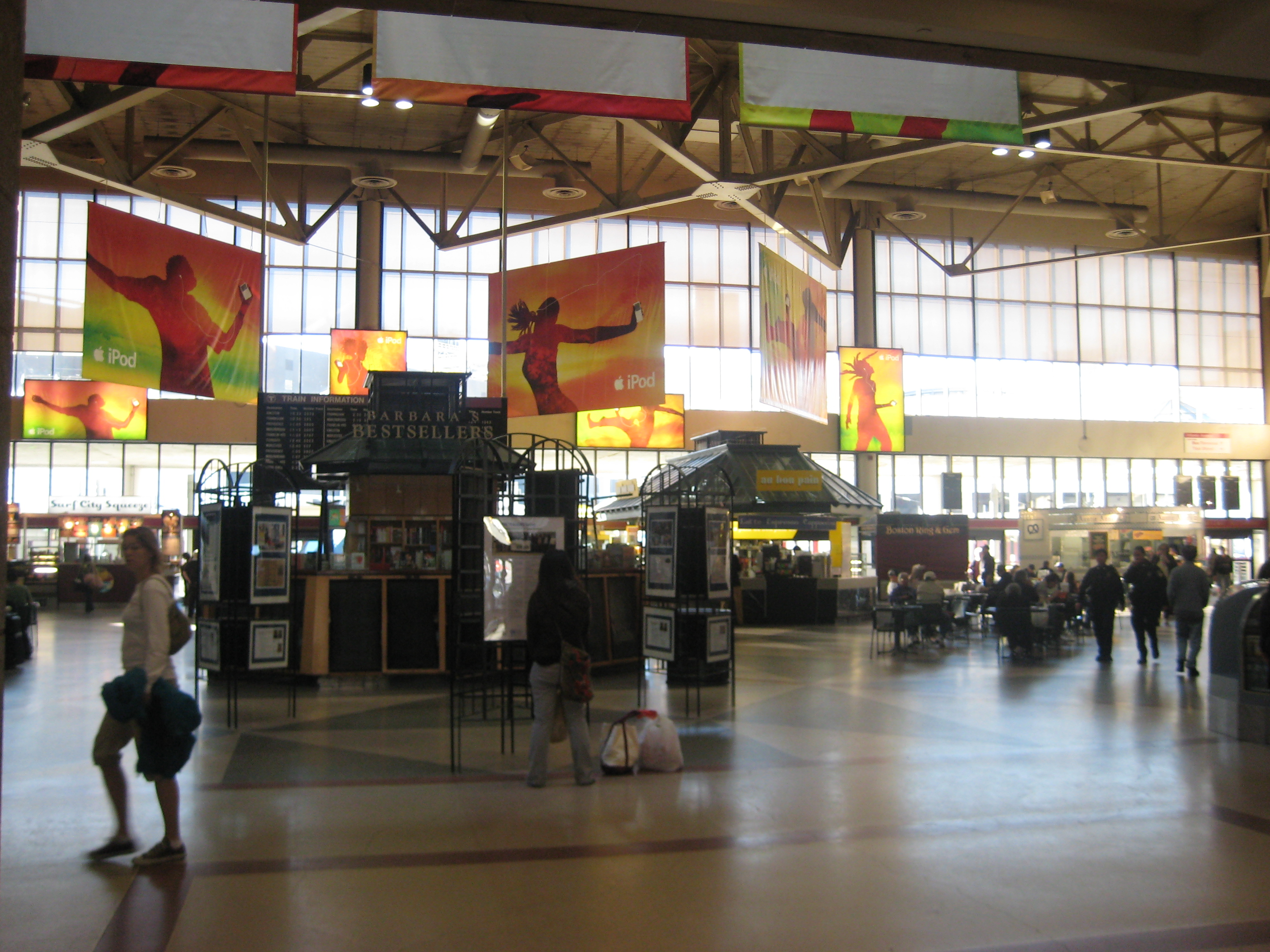
Транспортный хаб в Бостоне, США.
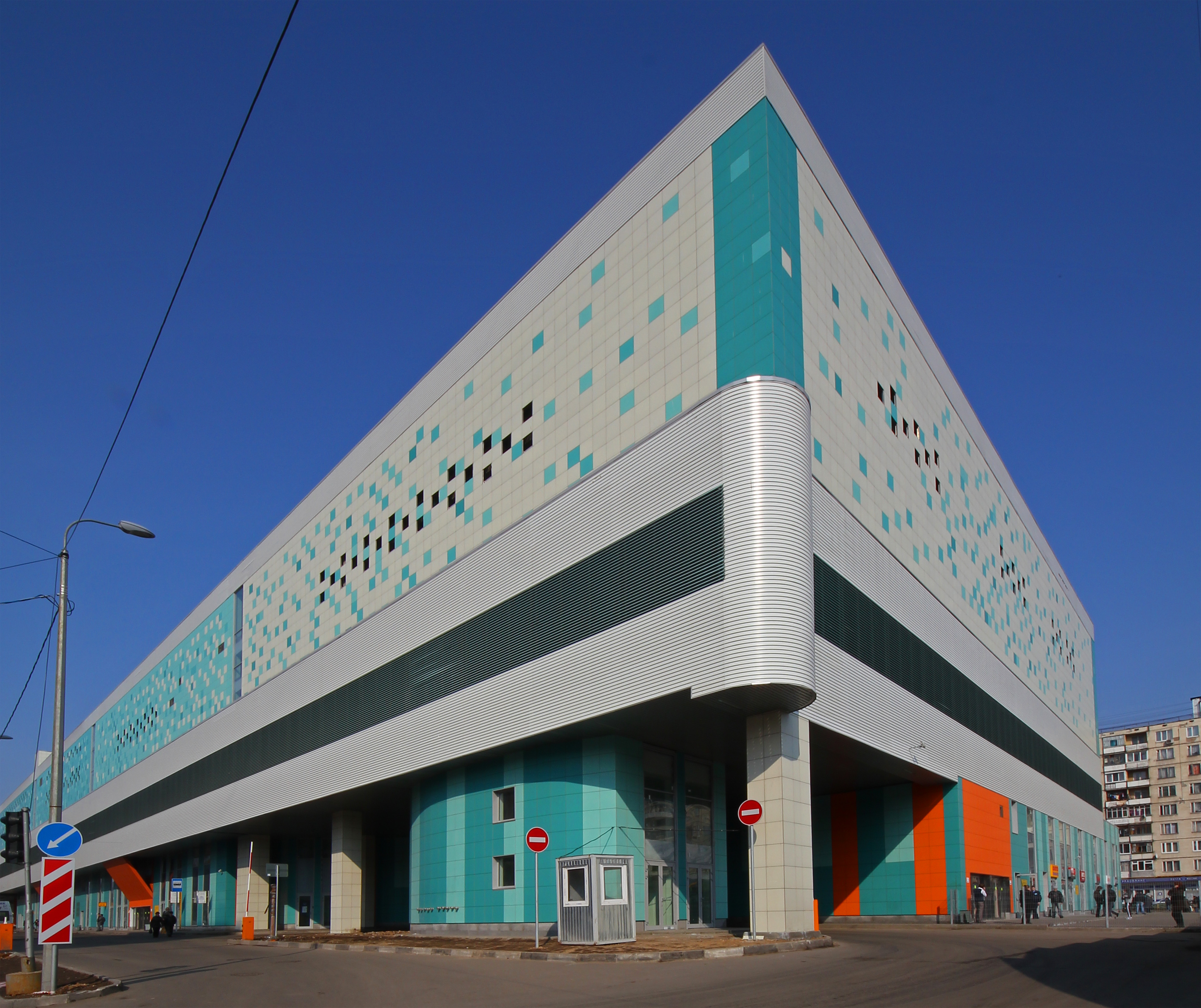
ТПУ в Москве около станции метро «Планерная»